# Ron Tauranac
Ronald Sidney "Ron" Tauranac, född 13 januari 1925 i Gillingham, Kent, England, död 17 juli 2020 i Sunshine Coast, Queensland, Australien, var en brittisk-australisk formelbilskonstruktör. Han är mest känd för sitt arbete åt Brabham och det egna företaget Ralt.

## Karriär
I början av 1950-talet byggde Ron Tauranac tävlingsbilar tillsammans med sin bror Austin Lewis under namnet RALT (namnet står för Ron and Austin Lewis Tauranac). Ron tävlade med dem och en av konkurrenterna var Jack Brabham. När Brabham bestämde sig för att bygga egna formel 1-bilar bad han Tauranac om hjälp och tillsammans bildade de Motor Racing Developments. Företaget byggde formelbilar för alla klasser men störst framgång hade systermodellerna BT19 och BT24 som vann konstruktörsmästerskapet två år i rad, 1966 och 1967. När Jack Brabham lade ned förarkarriären efter säsongen 1970 sålde han sin del i företaget till Tauranac som drev det vidare som ensam ägare och stallchef under 1971. Därefter sålde han det vidare till Bernie Ecclestone.
Efter Brabham-tiden var Tauranac inblandad i Trojans F1-projekt, innan han pensionerade sig i hemlandet.
Tauranac tröttnade snabbt på pensionärstillvaron och 1974 var han tillbaka i England, där han grundade det egna företaget Ralt. Tauranac konstruerade en bil avsedd för formel 2, formel 3 och Formula Atlantic. Modellen var särskilt framgångsrik inom europeisk F3 i slutet av 1970-talet. I början av 1980-talet dominerade Ralt-bilarna Formel 2-EM. Senare tillverkade Ralt även formel 3000-bilar. 1988 sålde Tauranac företaget till konkurrenten March.